# Edgar Spokojny
Edgar Spokojny (ur. 943, zm. 8 lipca 975) – król Anglii (1 października 959 – 8 lipca 975), młodszy syn króla Anglii Edmunda Starszego i św. Elgivy. Młodszy brat króla Edwina.
W 957 r., razem z możnymi z Mercji i Nortumbrii, zbuntował się przeciwko swemu starszemu bratu. Król Edwin został pokonany w bitwie pod Gloucester i był zmuszony zaakceptować podział państwa wzdłuż Tamizy. Edgar objął władzę na terenach na północ od rzeki. Po śmierci brata w 959 r. został również władcą na południu, ponownie jednocząc państwo. Jego pierwszą decyzją było odwołanie z wygnania skłóconego z królem Edwinem Dunstana, biskupa Winchesteru, późniejszego biskupa Londynu i arcybiskupa Canterbury. Dunstan został głównym doradcą króla Edgara, ale odrzucił propozycję koronowania władcy, gdyż nie pochwalał sposobu życia nowego króla (Edgar miał kochankę imieniem Wulfthrytha, która ok. 961 r. urodziła mu córkę, Edytę).
Edgar rządził pokojowo, unikając angażowania się w zbrojne konflikty. Był to również czas postępu kulturalnego i odrodzenia się życia zakonnego. Hojność Edgara przyczyniła się do umocnienia angielskiego monastycyzmu. Będąc pod wpływem działalności benedyktyńskiego opactwa Cluny przyczynił się do powstania wielu nowych klasztorów opartych na regule benedyktyńskiej. Za jego panowania dokonała się konsolidacja poszczególnych ziem, których partykularyzmy dawały o sobie znać jeszcze za rządów Edwina. Edgar pozostawił swoim następcom daleko bardziej skonsolidowane królestwo.
Koronacja Edgara odbyła się dopiero 11 maja 973 r. w Bath. Odbyła się ona ze wspaniałym ceremoniałem, który stał się wzorem dla późniejszych koronacji. Na uroczystości byli obecni inni władcy brytyjscy – królowie walijscy i szkoccy. Niedługo po koronacji, na zjeździe w Chester, sześciu królów zaprzysięgło wierność Edgarowi (późniejsi kronikarze powiększyli liczbę królów do ośmiu).
Między 961 a 962 r. Edgar poślubił Ethelfledę Piękną, córkę earla Oldmaera i Ealdy. Ethelfleda zmarła niedługo po ślubie. Edgar miał z nią jednego syna:
- Edward Męczennik (ok. 962 – 18 marca 978), król Anglii

Około 965 r. poślubił Elfridę (ok. 945 – 17 listopada 1000), córkę Ordgara, aldermana Devonu, i Wulfridy. Edgar i Elfrida mieli razem dwóch synów:
- Edmund (ok. 965–970)
- Ethelred II Bezradny (ok. 968 – 23 kwietnia 1016), król Anglii

Edgar zmarł w 975 r. i został pochowany w opactwie Glastonbury. Jego panowanie było okresem największego znaczenia Anglii anglosaskiej. Wraz z jego śmiercią rozpoczął się jego powolny upadek, którego zwieńczeniem będzie normański podbój Anglii 1066 r.
W Kościele katolickim wspomina się go 8 lipca.